# 軍事功労十字章
軍事功労十字章 (ウクライナ語: Хрест бойових заслуг、戦闘功労十字章とも訳せる) は、ウクライナの国家賞。戦闘任務を遂行する際の傑出した個人の勇敢さと勇気、または傑出した英雄的行為。軍事（戦闘）作戦中の部隊（勢力）管理における傑出した成功に対して、ウクライナ大統領により授与される。

## 概要

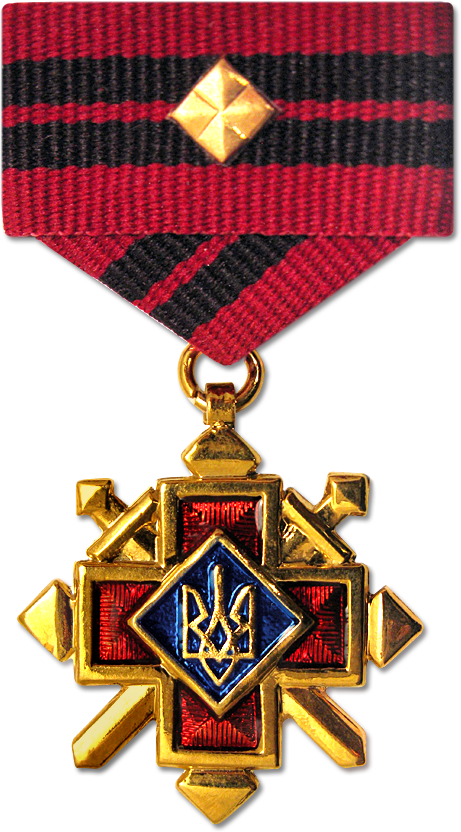
ウクライナ反乱軍とウクライナ中央解放評議会が授与していた戦闘功績十字章

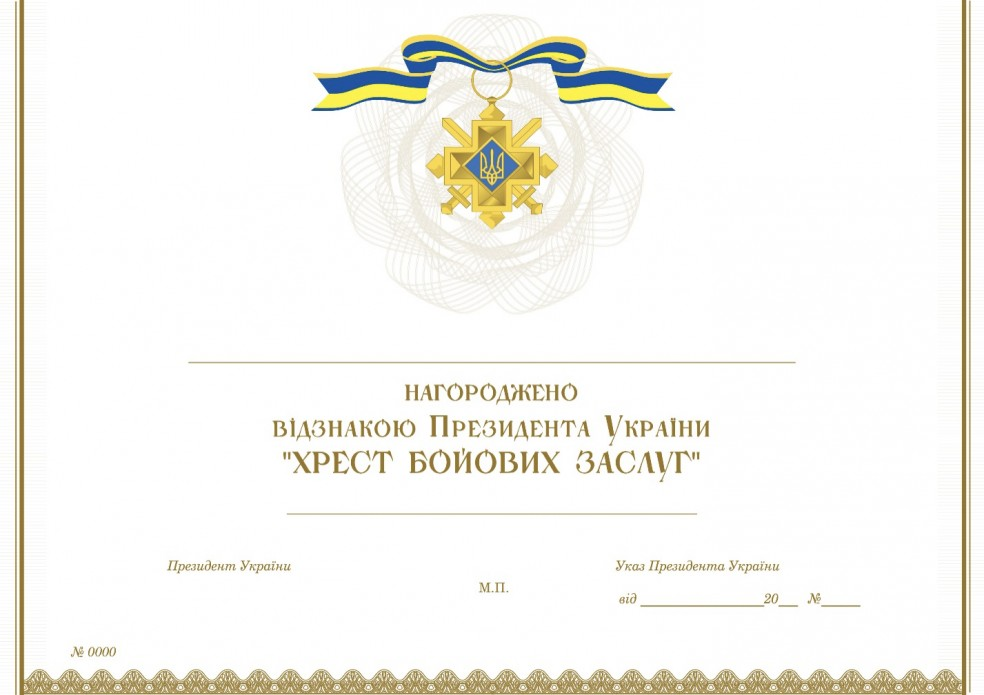
ウクライナ大統領による軍事功労十字章授与のための証書見本

軍事功労十字章のデザインは、ウクライナ反乱軍とウクライナ中央解放評議会が授与していた戦闘功績十字章に基づいている。ただしリボンバーの色はOUNの旗の色ではなく現代のウクライナ国旗の色であり、剣は勝利のしるしとして上を向いている。
2022年5月5日、ウォロディミル・ゼレンスキー大統領の大統領令No.314/2022号によって制定された。2022年5月6日、ヴァレリー・ザルジニー大将をはじめとする5人の軍人に、初めての軍事功労十字章が授与された。
2022年12月21日、米国訪問中のゼレンスキー大統領は、軍事功労十字章を授与されたパブロ・チェルニャフスキー大尉の要請を受けて、ウクライナへの支援と、ウクライナの防衛力強化におけるアメリカの貢献に感謝の意を表し、ジョー・バイデンアメリカ大統領に軍事功労十字章の証書を手渡した。

## 軍事功労十字章授与者
ウクライナ語版を参照。